# Hirsutipes crinipes
Hirsutipes crinipes är en fjärilsart som beskrevs av Felder 1874. Hirsutipes crinipes ingår i släktet Hirsutipes och familjen nattflyn. Inga underarter finns listade i Catalogue of Life.